# Nguyễn Quốc Dũng (kiểm sát viên)
Nguyễn Quốc Dũng (sinh năm 1947) là kiểm sát viên người Việt Nam. Ông từng giữ chức vụ Viện trưởng Viện Kiểm sát nhân dân thành phố Đà Nẵng. Ông là anh ruột của Chủ tịch nước Cộng hòa Xã hội chủ nghĩa Việt Nam Nguyễn Xuân Phúc.

## Xuất thân và giáo dục
Cha Nguyễn Quốc Dũng là ông Nguyễn Hiền, sinh năm 1918.
Nguyễn Quốc Dũng là con thứ hai trong gia đình có bốn anh chị em. Ông có một chị gái, một em gái kế tên Nguyễn Thị Thuyền, sinh năm 1952 và người em trai út Nguyễn Xuân Phúc, Chủ tịch nước Cộng hòa Xã hội chủ nghĩa Việt Nam, sinh năm 1954.
Ông Nguyễn Hiền tham gia cách mạng và tập kết ra miền Bắc năm 1954 để lại gia đình ở xã Quế Phú, huyện Quế Sơn, tỉnh Quảng Nam. Vùng này thuộc lãnh thổ Việt Nam Cộng hòa.
Chị gái đầu và mẹ ông đều tham gia cách mạng trong lòng địch.
Tháng 4 năm 1965, chị gái ông đi du kích bị địch bắn chết.
Chưa đầy một năm sau, mẹ ông bị địch bắt, tra tấn đến chết, cha ông tập kết ở Việt Nam Dân chủ Cộng hòa nên không thể về chịu tang. Ông đưa hai em Nguyễn Thị Thuyền và Nguyễn Xuân Phúc lên núi lánh nạn. Sau đó, ông thường xuyên gùi lương thực lên núi để tiếp tế cho hai em cho đến khi em trai ông là Nguyễn Xuân Phúc ra Bắc học vào năm 1967.

## Sự nghiệp
Nguyễn Quốc Dũng từng tham gia công tác an ninh ở công an huyện Quế Sơn, tỉnh Quảng Nam.
Nguyễn Quốc Dũng nguyên là Viện trưởng Viện kiểm sát nhân dân tỉnh Quảng Nam - Đà Nẵng, Viện trưởng Viện Kiểm sát nhân dân thành phố Đà Nẵng (năm 2006).
Ngày 12 tháng 1 năm 2016, ông được trao Huân chương Lao động hạng Nhì.
Ngày 12 tháng 1 năm 2018, ông được trao tặng Huân chương Độc lập hạng Ba.